# Raedersdorf
Raedersdorf là một xã ở tỉnh Haut-Rhin trong vùng Grand Est ở đông bắc Pháp. Xã này có diện tích 7,39 km², dân số năm 1999 là 514 người. Khu vực này có độ cao 440 mét trên mực nước biển.